# ناثانيل بوديتش
ناثانيل بوديتش (بالإنجليزية: Nathaniel Bowditch)‏ (و. 1773 – 1838 م) هو رياضياتي، وعالم فلك، وخبير إكتواري، وفيزيائي، وبحّار من الولايات المتحدة الأمريكية. ولد في سالم. كان عضوًا في الجمعية الملكية، والجمعية الأمريكية للفلسفة، والأكاديمية الأمريكية للفنون والعلوم.
توفي في بوسطن، عن عمر يناهز 65 عاماً. بسبب سرطان المعدة.

## روابط خارجية
- ناثانيل بوديتش على موقع الموسوعة البريطانية (الإنجليزية)
- ناثانيل بوديتش على موقع إن إن دي بي (الإنجليزية)